# 小槐花

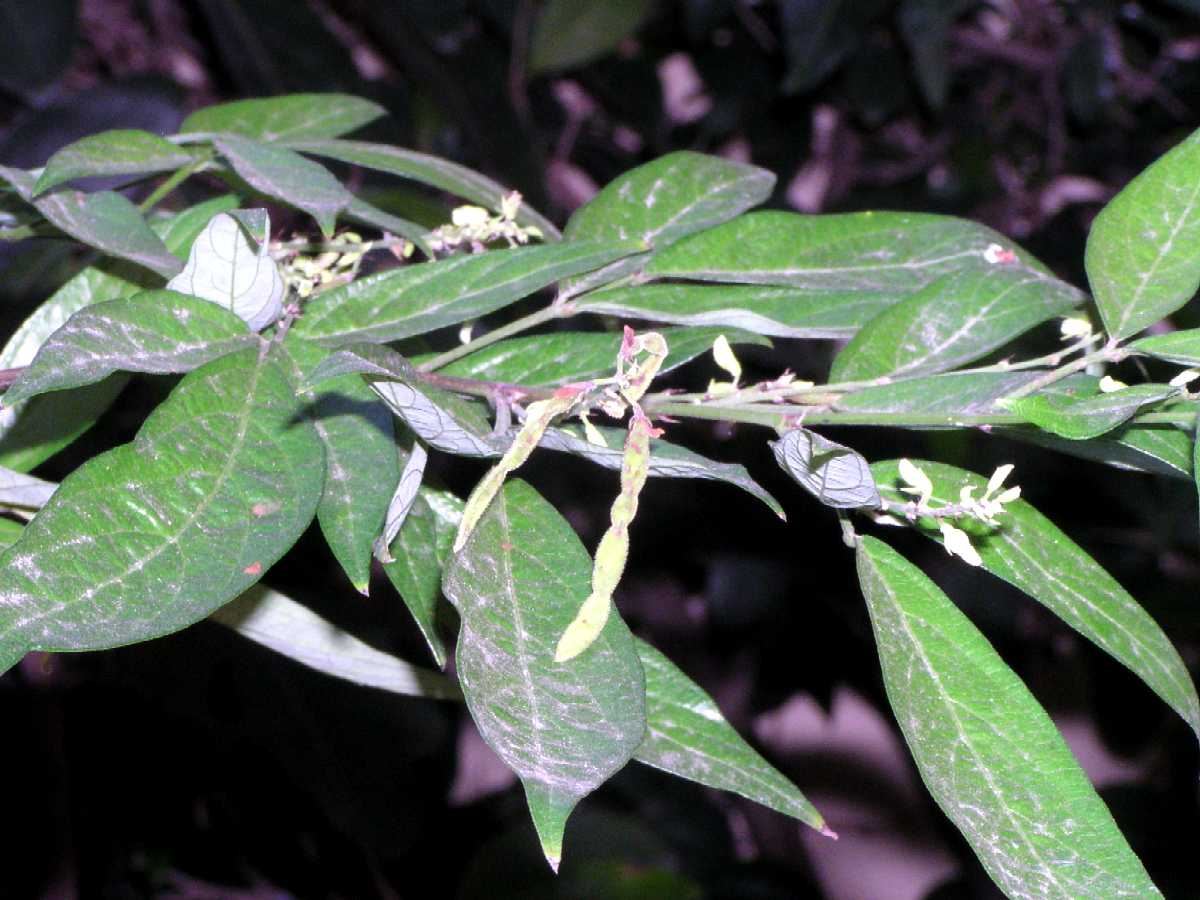
小槐花的花及果實

小槐花（學名：Desmodium caudatum or Ohwia caudata，別名：銳葉小槐花、茉草、抹草、磨草、魅草、巴人草、扁草子、草鞋板、豆子草、逢人打、旱螞蝗、螞蝗草、拿身草，中藥名：清酒缸，閩拼：bbua caur；台羅：bua̍h-tsháu；白話字：Bua̍h-chháu），為豆科落葉固氮植物。在華人地區被作為中藥用、及民俗避邪用的小灌木。

## 形态特征
- 莖：小灌木，高約1－2公尺。[3]
- 葉：三出複葉，披針形，小葉長約8公分、寬約3公分。葉表為綠色，葉背為白綠色。含當藥素(swertisin（英语：Gnetum gnemon）)。
- 花：總狀花序，綠白色，長約0.7公分，蝶形花冠。
- 果實：果實為莢果扁平，長約5－8公分，被鉤毛。種子為圓形褐色，以種子繁殖。
- 根/莖：含有0.087%二甲基色胺(DMT)。[4]
- 自然固氮特性：為豆科生物固氮植物。

## 原產地
原產於中國大陸中南部、臺灣中、北部山野、日本、琉球。

## 用途
- 藥用：中藥內服或外傷用。如:鎮痛，解熱，殺菌，解毒和殺蟲劑。全株熬煮作為婦女腹部絞痛，癤，癰腫，痢疾，十二指腸球部潰瘍，發燒，腸胃炎，流行性感冒，麻疹和乳腺炎等治療。[2]
- 民俗用：民間用於避邪用。
- 庭園園藝觀賞用。

## 延伸阅读
[在维基数据编辑]
 《植物名實圖考·小槐花》，出自吳其濬《植物名實圖考》

## 外部連結
- 小槐花, Xiaohuaihua （页面存档备份，存于） 藥用植物圖像數據庫 (香港浸會大學中醫藥學院) （繁體中文）（英文）